# Klub Wojskowy 12 Brygady Zmechanizowanej w Stargardzie
Klub Wojskowy 12 Brygady Zmechanizowanej w Stargardzie – wojskowa placówka prowadząca działalność środowiskową w zakresie organizacji przedsięwzięć kulturalnych, edukacyjnych, rekreacyjnych i patriotycznych garnizonu i miasta. Kompleks został wzniesiony w latach 30. XX wieku z przeznaczeniem jako Ośrodek Przygotowań Olimpijskich (niem. Stadtisches Hallen und Sonnenbad), od 1952 funkcjonował jako Klub Garnizonowy III kategorii, potem Garnizonowy Klub Oficerski, następnie Klub Garnizonowy i od 2010 jako Klub Wojskowy 12 Brygady Zmechanizowanej, usytuowany przy ulicy 11 listopada 22.

## Historia

### Geneza obiektu
W 1933 r. w Stargardzie na Pomorzu (niem. Stargard in Pommern) przy ulicy (niem. Moltkego) został wzniesiony kompleks budynków, które od roku 1935 były podporządkowane pod Ośrodek Przygotowań Olimpijskich (niem. Stadtisches Hallen und Sonnenbad), z przeznaczeniem dla niemieckich sportowców. 5 marca 1945 r. do garnizonu wkroczyły oddziały 61. Armii gen. Pawła Biełowa i 2. Armii Pancernej Gwardii gen. Siemiona Bogdanowa ze składu 1 Frontu Białoruskiego. Kompleks budynku Ośrodka Przygotowań Olimpijskich został przejęty przez Armię Czerwoną. W sierpniu 1946 r. budynek został przekazany przez Armię Radziecką dla władz polskich, które obiekt przekazały dla Ośrodka Pływackiego w Stargardzie.

### Klub Garnizonowy
W roku 1952 kompleks budynku ulokowany przy ul. Wandy Wasilewskiej został przekazany przez miasto z przeznaczeniem dla wojska. Na podstawie Zarządzenia Organizacyjnego MON z 2 kwietnia 1952 r. nr 0104 ORG w kompleksie wojskowym został sformowany Klub Garnizonowy III kategorii według etatu nr 30/84 o stanie osobowym 4 wojskowych i 3 kontraktowych. Klub posiadał trzy kondygnacje: piwnice, parter, piętro z użytkowym poddaszem. Był finansowo i gospodarczo przyporządkowany 43 pułkowi piechoty, następnie 9 pułkowi zmechanizowanemu. Pierwszym kierownikiem został st. sierżant Wacław Trociński z 43 pułku piechoty. Klub Garnizonowy przeszedł kapitalny remont. Głównym zadaniem klubu było przygotowanie ofert spędzenia wolnego czasu dla żołnierzy zawodowych i ich rodzin na rzecz jednostek garnizonu Stargard Szczeciński.

### Klub w latach 1954–2000
W 1954 r. nastąpiła zmiana nazwy okręgu z OW II na Pomorski Okręg Wojskowy. Klub przyjął nazwę Garnizonowy Klub Oficerski. W roku 1960 kierownikiem został chor. Wilhelm Macura. W 1965 r. stanowisko kierownika objął kpt. Tadeusz Terlecki, który został skierowany służbowo z garnizonu Wałcz, gdzie był kierownikiem Klubu Garnizonowego przy ulicy Mazowieckiej 2, z oddziałem gospodarczym 5 Pułk Łączności. W latach 60 XX wieku klub prowadził działalność kulturalną w ramach kół zainteresowań i sekcji tematycznych. Działalność prowadziła biblioteka.
W latach 70. XX wieku powstawały w Klubie nowe koła zainteresowań i sekcje. W roku 1974 Garnizonowy Klub Oficerski przyjął pierwotną nazwę – Klub Garnizonowy, odszedł dotychczasowy kierownik mjr Tadeusz Terlecki, a nowym został mjr Jerzy Żak z 7 Warszawskiego Batalionu Saperów. W 1976 r. powstał Amatorski Klub Filmowy (AKF) „Orzeł”. W roku 1979 Klub zaprezentował się podczas Festiwalu w Kołobrzegu, gdzie żołnierz solista z Klubu został wyróżniony, a kompania śpiewu z garnizonu Stargard Szczeciński pod batutą kapelmistrza st. sierż. szt. Gerarda Jędrzejewskiego zajęła II miejsce wraz ze zdobyciem srebrnego pierścienia na szczeblu Wojska Polskiego.
W latach 80./90. XX wieku Klub Garnizonowy organizował imprezy i wydarzenia kulturalne z udziałem cywilnych mieszkańców Stargardu Szczecińskiego. W Klubie działała Organizacja Rodzin Wojskowych oraz Rada Klubu. W 1990 r. nastąpiła zmiana ulicy, przy której był umiejscowiony Klub Garnizonowy, z nazwy ulicy Karola Świerczewskiego zmieniono na ulicę 11 Listopada. W 1992 r. odszedł na emeryturę kierownik ppłk Jerzy Żak, który przekazał obowiązki dla mjr. Augustyna Maćkowiaka z 8 batalionu rozpoznawczego. W 1993 r. odbyło się uroczyste otwarcie klubu młodzieżowego „Bonsai”. Działające koło strzeleckie przyjęło w 1995 nazwę „Druch”, które było prowadzone przez instruktora LOK-u. W 1998 r. odszedł na emeryturę mjr Augustyn Maćkowiak. Kierownikiem został mjr Sławomir Młyński z 6 Brygady Kawalerii Pancernej.

### Klub w latach 2001–2010
3 maja 2001 r. w Klubie Garnizonowym zafunkcjonowało Kasyno wojskowe nr 314 jako gospodarstwo pomocnicze, które zostało przeniesione z kompleksu wojskowego budynku znajdującego się przy Al. Żołnierza 25, przyporządkowane 6 Brygadzie Kawalerii Pancernej. W klubie funkcjonowała kawiarnia i pub „Wiarus”. Klub prowadził działalność w kołach zainteresowań, sekcjach. W roku 2001 odbyło się w Klubie Garnizonowym uroczyste otwarcie wystawy „Wyczarowane z nici” zorganizowaną przez koło sympatyków robótek ręcznych, w którym prowadzą działalność głównie panie, zajmujące się haftem krzyżykowym, szydełkowaniem oraz makramą. Koło prowadziło i prowadzi swoją działalność w filii Klubu. W roku 2002 w ramach 50-lecia Klubu Garnizonowego odbyły się festyny, spotkania, koncerty, występy artystyczne, wieczornice. W tym samym roku rozpoczęło działalność w klubie Bractwo Rycerzy św. Jana nawiązujące do rycerskich korzeni zakonu. W roku 2003 zafunkcjonowało koło dziennikarskie.
W marcu 2004 r. odszedł na emeryturę mjr Sławomir Młyński. W tym samym roku po rozpisanym konkursie przez dowódcę Pomorskiego Okręgu Wojskowego, kierownikiem Klubu Garnizonowego został mjr rez. mgr Augustyn Maćkowiak. W 2004 r. rozpoczął działalność zespół wokalny „Alabama”. W ramach Klubu Garnizonowego rozpoczęło działalność Stowarzyszenie „Rodzina Wojskowa” oraz Centrum Pomocy Rodzinie dla rodzin żołnierzy przebywających na misjach zagranicznych: Irak, Kosowo, Afganistan. W roku 2005 decyzją MON uległo likwidacji kasyno wojskowe nr 314. W latach od 2000 do 2010 w Klubie Garnizonowym odbyło się wiele przedsięwzięć.
W roku 2007 rozpoczęło działalność koło żeglarskie „Keja”, które liczyło 18 uczestników oraz pracownia witrażu „Beau verre” specjalizująca się wyrobem witraży metodą Tiffanyego. Klub był podporządkowany dowódcy Pomorskiego Okręgu Wojskowego, oddziałem gospodarczym była 6 Brygada Kawalerii Pancernej, od 2007 2 Stargardzki Batalion Saperów. W roku 2009 na scenie klubu wystąpił Kabaret Moralnego Niepokoju oraz Czesuaf. Klub Garnizonowy w Stargardzie Szczecińskim współpracował w zakresie swojej działalności z Klubem Garnizonowym w Szczecinie.

### Klub wojskowy 12 BZ

#### Lata 2010–2017

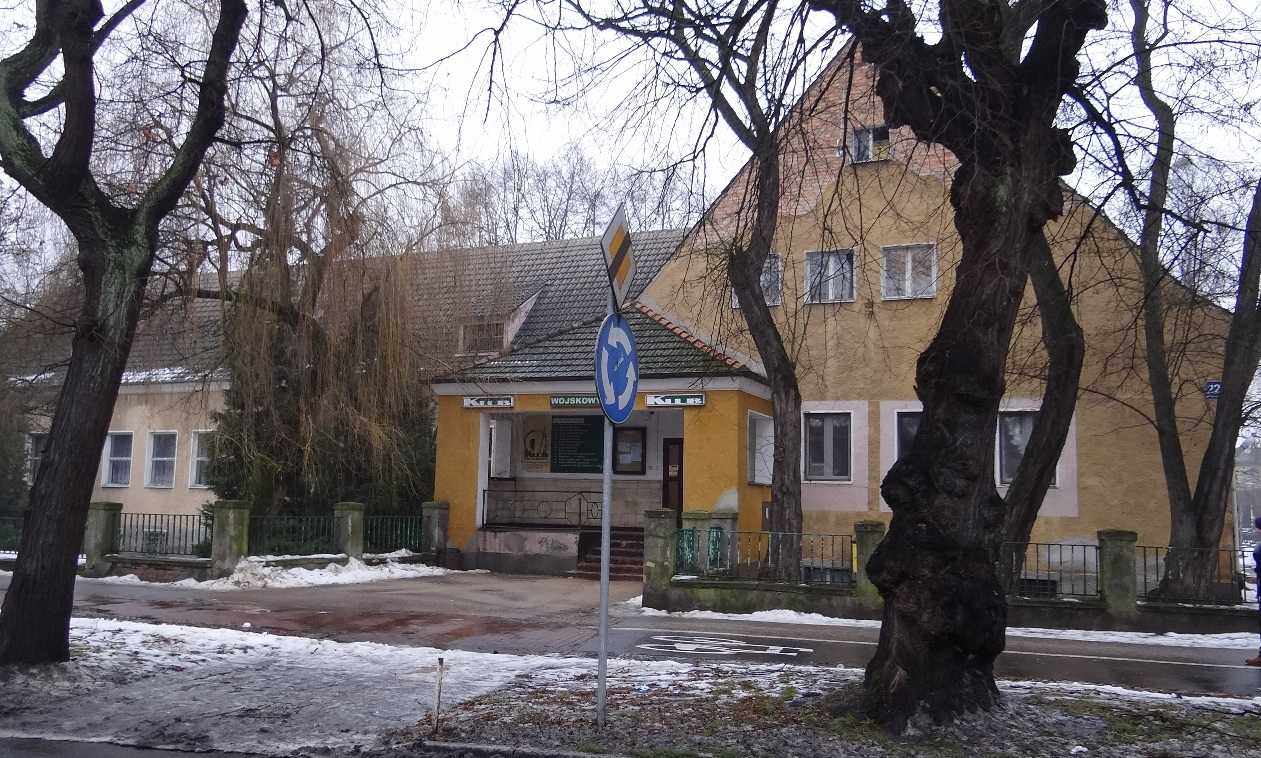
Klub wojskowy 12 BZ (2010)

29 marca 2010 r. w sali teatralnej Klubu Garnizonowego przy ulicy Wawrzyniaka w Szczecinie, w obecności dowódcy 12 Szczecińskiej Dywizji Zmechanizowanej, generała dywizji Marka Tomaszyckiego oraz przedstawiciela dowódcy Pomorskiego Okręgu Wojskowego, przekazano Klub Garnizonowy w Stargardzie Szczecińskim dla dowódcy 12 Brygady Zmechanizowanej płk. dypl. Andrzeja Tuza, który w asyście kierownika klubu, mjr. rez. mgr. Augustyna Maćkowiaka podpisał protokoły przyjęcia Klubu Garnizonowego, wraz ze środkami rzeczowymi stanowiącymi wyposażenie klubu oraz posiadaną dokumentacją. 1 maja 2011 2 Stargardzki Batalion Saperów wszedł w podporządkowanie 12 Brygady Zmechanizowanej, dotychczas podporządkowany był dowódcy 12 Dywizji Zmechanizowanej. Klub Garnizonowy zmienił nazwę na Klub Wojskowy 12 Brygady Zmechanizowanej, z oddziałem gospodarczym 15 Wojskowy Oddział Gospodarczy. W latach 2010 do 2017 w Klubie Wojskowym 12 BZ odbywały się festyny, szkolenia, spotkania autorskie, uroczyste wieczornice, kursy, koncerty, konkursy, wernisaże, wystawy, akcje letnie, zimowe, wycieczki.

#### Lata 2018–2021
W kwietniu 2018 r. w Klubie Wojskowym rozpoczął się remont generalny. W roku 2019 powstało nowe koło – genealogiczne. 9 marca 2020 dowódca 12 Brygady Zmechanizowanej gen. bryg. Sławomir Dudczak spotkał się w Klubie z kobietami – żołnierzami oraz pracownikami cywilnymi. Klub współpracuje z władzami samorządowymi oraz instytucjami kultury, promuje wojsko wśród młodzieży. Organizowane w klubie były i są: wieczornice z okazji rocznic odzyskania niepodległości Polski, recitale, imprezy okolicznościowe, wieczory spotkań, konkursy, warsztaty twórcze, odczyty, prelekcje, wyjazdy na imprezy kulturalno-artystyczne, promocje wydawnictw. Aktualnie w klubie zatrudnionych jest 10 pracowników (kierownik, instruktorzy, bibliotekarki, operator). 2 kwietnia 2020 Klubowi Wojskowemu przypadło 68-lecie powstania i działalności. We wrześniu 2020 r. rozpoczął się trzeci etap generalnego remontu Klubu, 26 marca 2021 nastąpiło oficjalne jego otwarcie po modernizacji.

## Zabudowa, charakterystyka, działalność

### Infrastruktura Klubu
Klub Wojskowy 12 Brygady Zmechanizowanej w Stargardzie dysponuje dwoma budynkami. Główny budynek (o numerze koszarowym 1830, kubaturze 10 000 m³) ulokowany jest przy ulicy 11 listopada 22, drugi piętrowy budynek jako filia (o numerze koszarowym 1962) jest umiejscowiony na Osiedlu Zachód A2 (budynek po dawnym przedszkolu wojskowym). W filii Klubu swoje pomieszczenia mają koła zainteresowań, pracownie, Polski Związek Wędkarski przy klubie 12 BZ jako koło nr 48.

#### Zabudowa Klubu
Kompleks wojskowy dwóch budynków klubu to:
- główny budynek Klubu
  - duża sala ze sceną (główny budynek Klubu)
  - siłownia
  - sauna
  - pomieszczenia administracyjne
  - pomieszczenia gospodarcze
  - strzelnica pneumatyczna
  - pomieszczenia pracowni
  - zewnętrzna scena plenerowa z terenem zielonym
  - parking
- filia Klubu
  - biblioteka
  - pomieszczenia do prowadzenia zajęć w kołach, sekcjach

#### Filia Klubu, biblioteka
Klub Wojskowy dysponuje drugim obiektem, w którym jest biblioteka, koła zainteresowań i pracownie. Budynek, jako filia Klubu, funkcjonuje od roku 2006 na Osiedlu Zachód A2 (budynek po dawnym przedszkolu wojskowym), ulokowany jest 700 m od głównego budynku klubu. Wcześniej biblioteka funkcjonowała w budynku głównym Klubu przy ulicy 11 Listopada 22, a w 2001 r. została przeniesiona do budynku nr 1 kompleksu nr 1827 przy ulicy 11 Listopada 3. Biblioteka w swoich zbiorach ma duży wybór literatury polskiej i obcej, czasopism, encyklopedii i podręczników, dostępnych w wypożyczalni i czytelni. W zbiorach biblioteki znajdują się książki dla dorosłych dzieci i młodzieży, literatura piękna, lektury szkole i opracowania, książki naukowe i popularnonaukowe, a także publikacje z dziedziny historii, wojskowości, wojen, bitew, uzbrojenia, techniki wojskowej. Posiada ponad dwadzieścia pięć tysięcy woluminów z kilkudziesięciu gatunków literackich. Rokrocznie uzupełniane są zbiory dokupując nowości wydawnicze, bestsellery, debiuty literackie, lektury. Biblioteka upowszechnia czytelnictwo, organizuje spotkania autorskie, wystawy okolicznościowe, lekcje biblioteczne, konkursy literackie i czytanie dla najmłodszych w ramach akcji „Cała Polska Czyta Dzieciom”.
W filii Klubu prowadzone są zajęcia w kołach, pracowniach, sekcjach:
- Amatorski Klub Filmowy „Orzeł” – (skupia miłośników fotografowania, filmowania i montażu)
- pracownie plastyczne – (prowadzi zajęcia teoretyczne z zakresu historii sztuki oraz praktyczne z rysunku, malarstwa, grafiki, papieroplastyki, gliny, masy solnej, a także technik zdobniczych i dekoratorskich, takich jak np. witraż, rękodzieło, haft)
- pracownia modelarska
- koło taneczne
- sekcja brydża sportowego

#### Koła zainteresowań, sekcje tematyczne
W ramach statutowej działalności klub prowadził i prowadzi następujące formy działalności:

- koło witrażu
- koło plastyczne
- koło gier wschodu
- klubowe koło spotkania pań
- koło taneczne chłopców „DMF”
- koło taneczne breakdance chłopców „Nightmares”
- koło tańca towarzyskiego „Giermki”
- koło taneczne „Diablice Jacka”
- koło taneczne „Akcent”, „Perełki”, „Takt”
- koło teatralne „Dialog”, „Tespisek”
- koło gastronomiczne
- koło muzyczne
- koło bilardowe i tenisa stołowego
- koło dziennikarskie
- koło recytatorskie
- koło socjoterapeutyczne
- koło strzeleckie „Muszkiet”
- koło wędkarskie „Miętus”
- koło płetwonurków
- koło żeglarskie „Keja”
- koło chóru wojskowego
- koło genealogiczne
- sekcja filmowa, fotograficzna, montażu
- sekcja modelarska
- sekcja języka niemieckiego
- sekcja języka angielskiego
- sekcja grupy „Von Massow”

### Działalność Klubu 1974–2010
W latach 1974 do 2010 w Klubie Garnizonowym odbyły się oraz zostały zorganizowane przedsięwzięcia, między innymi:

- koncert zespołu estradowego Wojsk Lotniczych „Eskadra” z Warszawy – 1974
- koncert zespołu estradowego wojskowego „Desant” – 1975
- występ aktorów: Pola Raksa, Janusz Gajos, Franciszek Pieczka – 1976
- występ artystki Urszuli Sipińskiej – 1977
- koncert zespołu estradowego Czarne Berety – 1978
- koncert zespołu estradowego wojskowego „Desant” – 1981
- koncert zespołu estradowego Wojsk Lotniczych „Eskadra” z Warszawy – 1985
- spotkanie przedwyborcze z gen. Longinem Łozowickim – 1985
- koncert artysty czechosłowackiego Bohumira Valenty – 1989
- występ zespołu „Eskadra” – 1990
- występ kabaretów „Obserwator”, „Spisek-4”, „Wyrodek” – 1993
- występ kabaretu Radiowy Klub Masztalskiego – 1994
- spotkanie z uczestnikiem bitwy pod Monte Cassino Władysławem Górskim – 1994
- spotkanie z pisarzem i satyrykiem Janem Grossem – 1996
- koncert Orkiestry Wojskowej ze Szczecina – 1998
- występ aktorki Ewy Kasprzyk – 2001
- spotkanie z gen. Zbigniewem Zalewskim – 2001
- spotkanie z uczestnikiem bitwy pod Monte Cassino z Władysławem Górskim – 2002
- wykład przedstawiciela szczecińskiego oddziału IPN Pawła Szulca – 2006
- wykład historyka szczecińskiego oddziału Instytutu Pamięci Narodowej Grzegorza Czapskiego – 2007
- występ kabaretów: Kabaret Moralnego Niepokoju oraz Czesuaf – 2008
- występ kabaretu Hlynur – 2009
- wystawa „Jan Paweł II Nasz Papież” – 2010

### Działalność Klubu 2010–2021
W latach 2010 do 2019 w Klubie Wojskowym odbyły się oraz zostały zorganizowane przedsięwzięcia, między innymi:

- koncert Krzysztofa Krawczyka – 2010
- spotkanie autorskie z dr Ewą Gruner-Żarnoch (prezes Zarządu Stowarzyszenia Katyń w Szczecinie) – 2011
- spotkanie z posłem Stanisławem Wziątkiem – 2011
- koncert Andrzeja Grabowskiego – 2012
- festyn na ulicy „Magicznej” z okazji Dni Stargardu – 2011/2019
- impreza pod hasłem „Coolturalne Wakacje” – sierpień 2012
- spotkanie opłatkowe dowódcy 12 Brygady Zmechanizowanej z kierowniczą kadrą jednostki i służbami mundurowymi garnizonu – 22 grudnia 2015
- XII Stargardzkie Spotkania Sceniczne w ramach obchodów Dni Integracji – 2015
- V Targi Pracy i Aktywizacji Zawodowej w Stargardzie „Pełnosprawni i niepełnosprawni razem” – 2017
- uroczysta wieczornica z okazji Święta Odzyskania Niepodległości – 10 listopada 2019
- VIII Międzyszkolny Przegląd Plastyczny pt. „11 listopada wolność w bieli i czerwieni” – 10 listopada 2019

### Wybrane wyróżnienia
W okresie działalności Klub Garnizonowy, potem Wojskowy 12 BZ, uzyskał wiele wyróżnień, nagród, podziękowań. Wybrane wyróżnienia z okresu od 1979 to między innymi:

- „Srebrny pierścień” na XIII Festiwalu Piosenki Żołnierskiej w Kołobrzegu dla solistki GKO wraz z orkiestrą i kompanią śpiewu na szczeblu Wojska Polskiego – 1979
- III miejsce dla AKF „Orzeł” podczas XVI Okręgowego Przeglądu Filmu Amatorskiego w Elblągu – 1986
- wyróżnienie przenośną lodówką zespołu „Alabama” stargardzkiego Klubu Garnizonowego przez Polskie Radio Szczecin podczas III Ogólnopolskich Prezentacji Muzyki z Gwiazdą – 2003
- I miejsce w tańcu breakdance chłopców „Nightmares” – Piła 2005
- „Złota czara 2007” w powiatowych spotkaniach teatralnych – 2007
- nagroda Dyrektora Domu Żołnierza Polskiego dla AKF „Orzeł” za amatorski film „Defilada” – 2007
- tytuł „Laureata Prac Plastycznych” na szczeblu Wojska Polskiego – 2007
- wyróżnienie zespołu „Alabama” podczas XX Festiwalu Twórczości Dziecięcej Pomorskiego Okręgu Wojskowego w Choszcznie – 2007
- I miejsce podczas I Mistrzostw Brydża Sportowego Klubów Garnizonowych WP, puchar szefa Wydziału Wychowawczego POW – 2008
- puchar za I miejsce o „Błękitną Wstęgę Jeziora Miedwie” – Wierzchląd 2011
- I miejsce w klasie Omega podczas IX Regat o Puchar Wójta Gminy Stargard – Wierzchląd 2013
- II miejsce grupy „Von Massow”, będącej w Rycerskiej Kadrze Narodowej Polski – 2017
- wyróżnienie dla Klubu Wojskowego 12BZ podczas VI Regionalnego Finału Piosenki Dzień Dziecka z Pieśnią i Piosenką Żołnierską w Kołobrzegu – 2018
- nagroda dla Klubu II stopnia MON w konkursie filmów, fotografii, plastyki WP w Lublińcu – 2019
- nagroda dla Klubu w konkursie plastycznym podczas XXI Festiwalu Twórczości Dziecięcej w Kołobrzegu – 2019

## Kierownicy
W roku 1952 kompleks z przyległą infrastrukturą został przez miasto przekazany dla wojska. Klub został przekazany dla 43 pułku piechoty.
Pierwszym kierownikiem klubu został starszy sierżant Wacław Trociński. W okresie od 1952 do 2020 kierownikami Klubu Garnizonowego i Wojskowego byli:
- st. sierż. Wacław Trociński – (1952–1960)
- chor. Wilhelm Macura – (1960–1965)
- mjr Tadeusz Terlecki – (1965–1974)
- ppłk Jerzy Żak – (1974–1992)
- mjr Augustyn Maćkowiak – (1992–1998)
- mjr mgr Sławomir Młyński – (1998–2004)
- p.o. Małgorzata Jańczak – (2004–2004)
- ppłk rez. mgr Augustyn Maćkowiak – (01.10.2004– obecnie)

## Osoby związane z Klubem
Z Klubem Wojskowym zwanym wcześniej garnizonowym, było i jest związanych wiele osób, w tym w dużej mierze ze środowiska wojskowego. Między innymi byli to i są:
- Bolesław Chamielec
- Eugeniusz Ankutowicz
- Józef Soja
- Zbigniew Zalewski
- Henryk Szumski
- Zbigniew Blechman
- Jan Klejszmit
- Kazimierz Tomaszewski
- Aleksander Topczak
- Longin Łozowicki
- Bolesław Baranowski
- Ryszard Chwastek
- Stanisław Białek
- Jerzy Tatoń
- Antoni Walczak
- Zdzisław Żurawski
- Kazimierz Nowicki
- Stanisław Kopeć
- Zdzisław Goral
- Grzegorz Duda
- Andrzej Duks
- Piotr Pcionek
- Paweł Lamla
- Waldemar Gil
- Marek Tomaszycki
- Sławomir Pajor
- Zofia Ławrynowicz
- Andrzej Tuz
- Jarosław Mika
- Krzysztof Król
- Dariusz Górniak
- Piotr Trytek
- Sławomir Dudczak
- Rafał Zając
- Michał Jach

## Galeria zdjęć

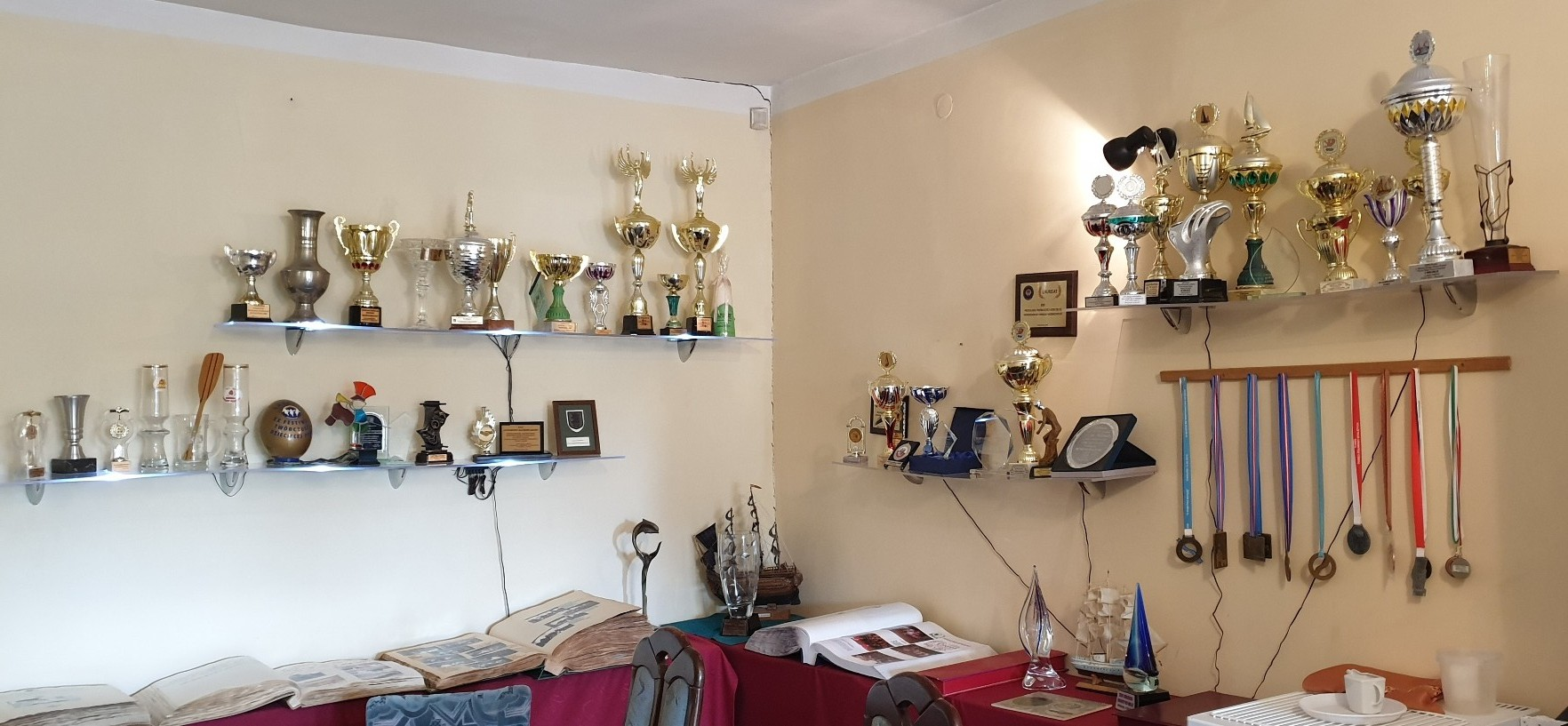
Klub Wojskowy. Wyróżnienia (2020)
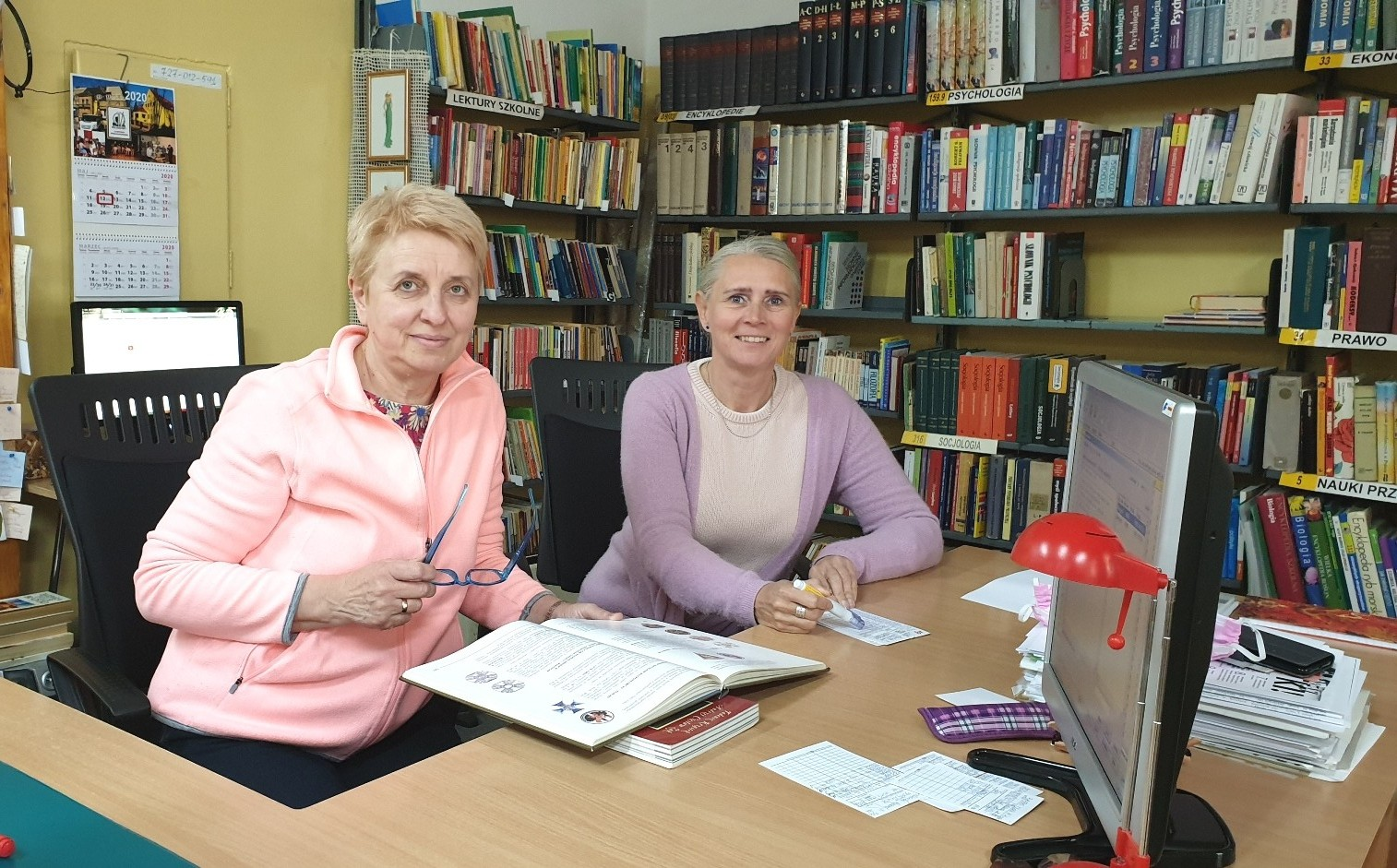
Klub Wojskowy 12 BZ. Biblioteka (2020)
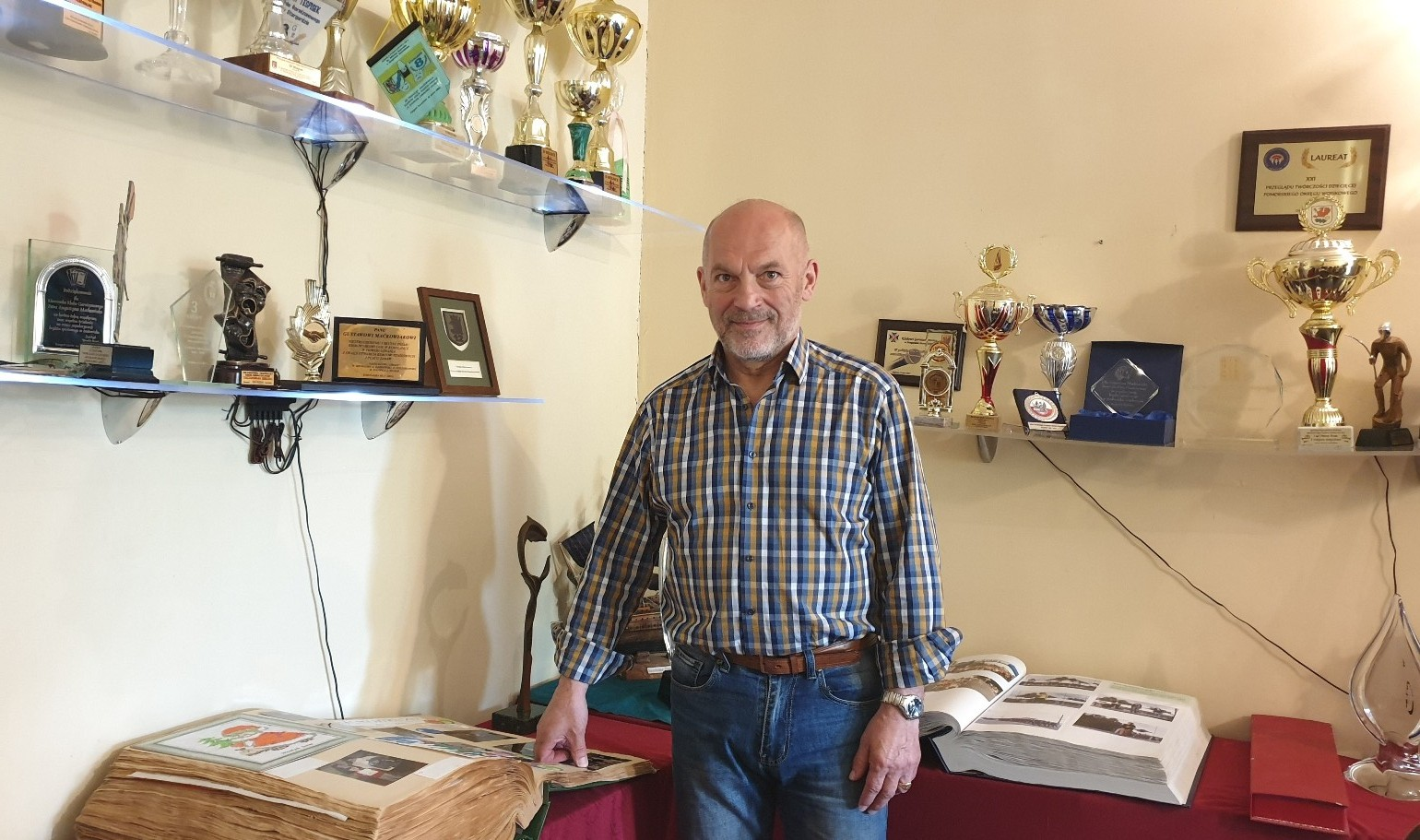
ppłk rez. mgr Augustyn Maćkowiak (2020)
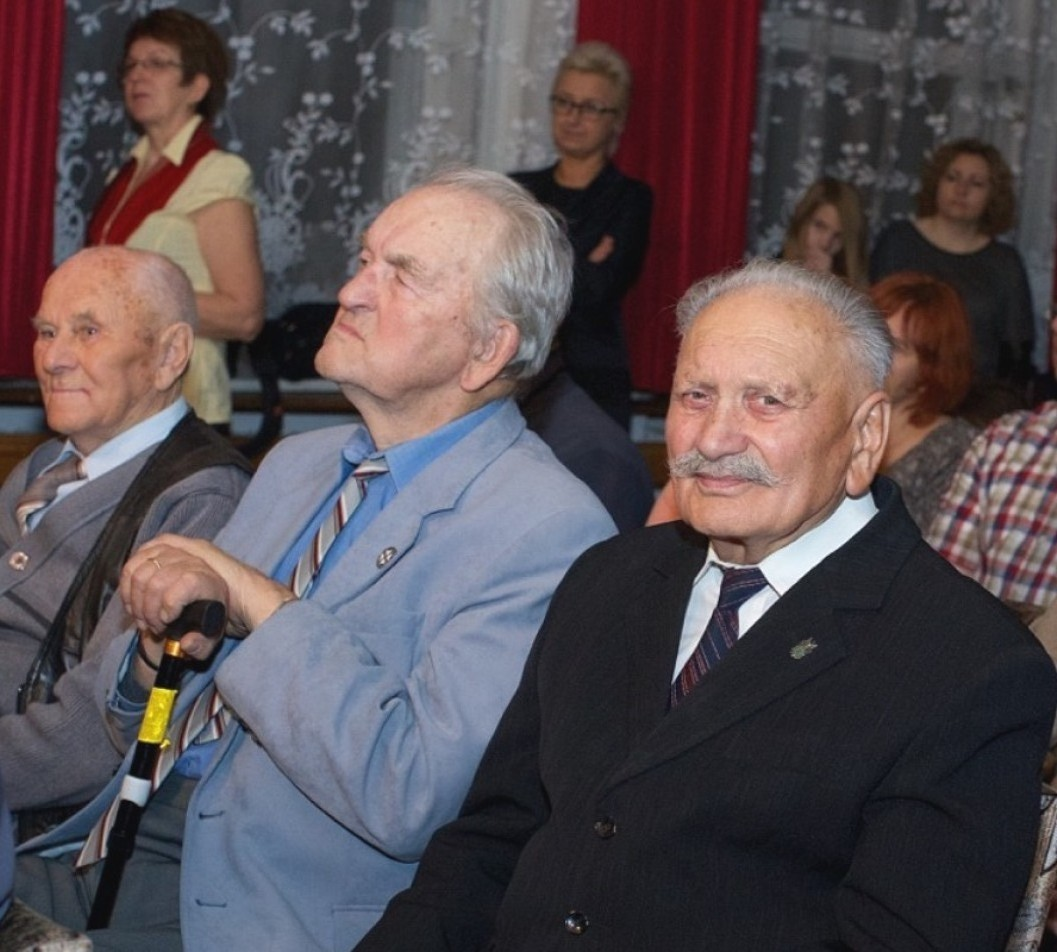
Klub wojskowy. Wieczornica (2015)
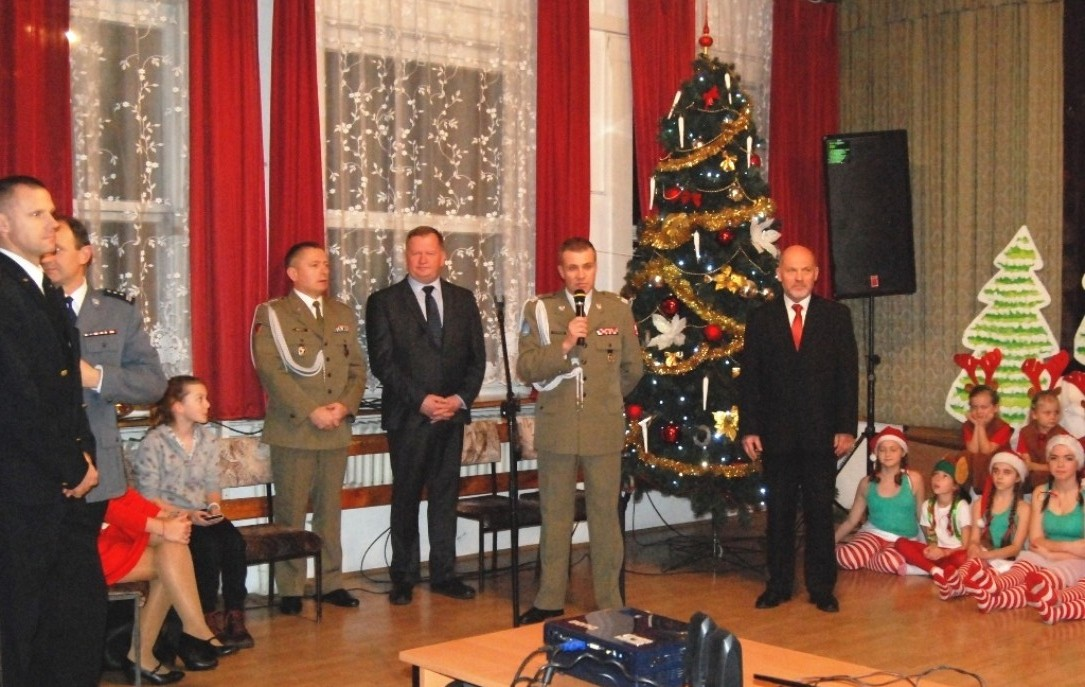
Klubowe spotkanie opłatkowe (2015)
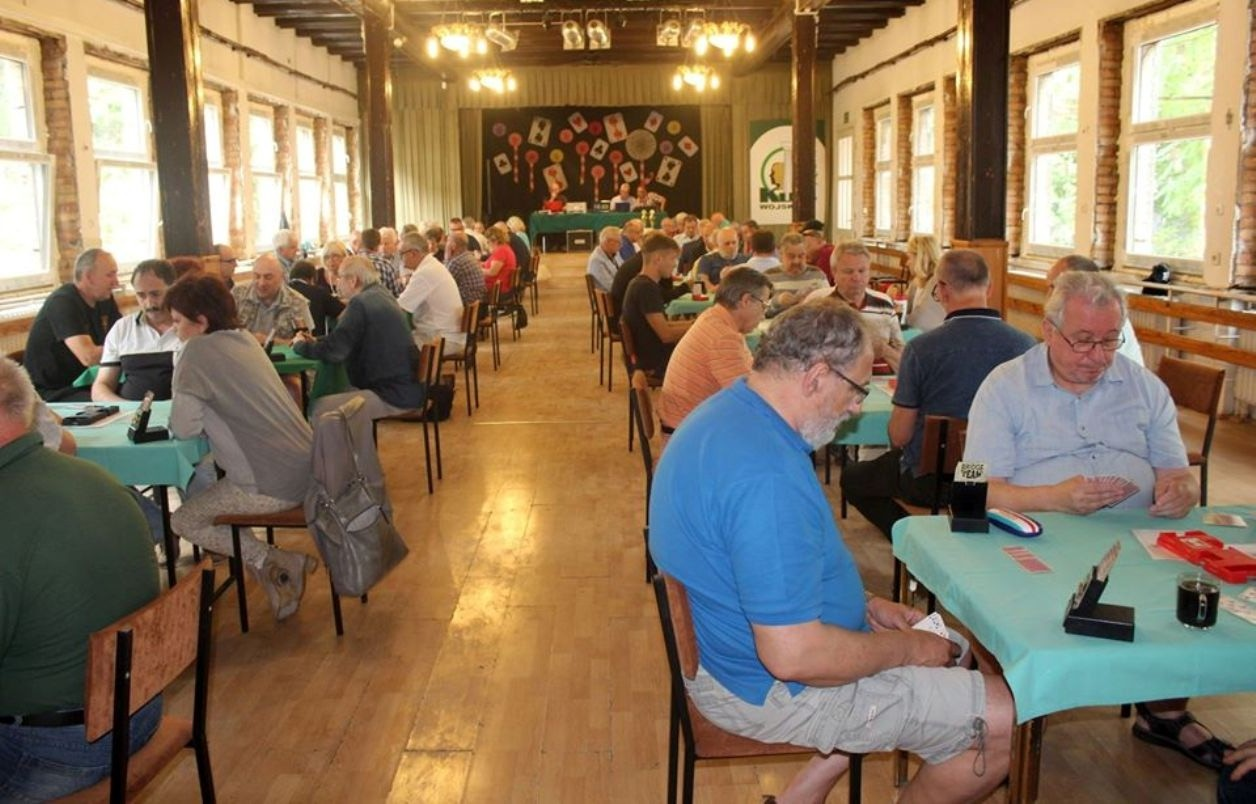
Klub wojskowy. Turniej brydżowy
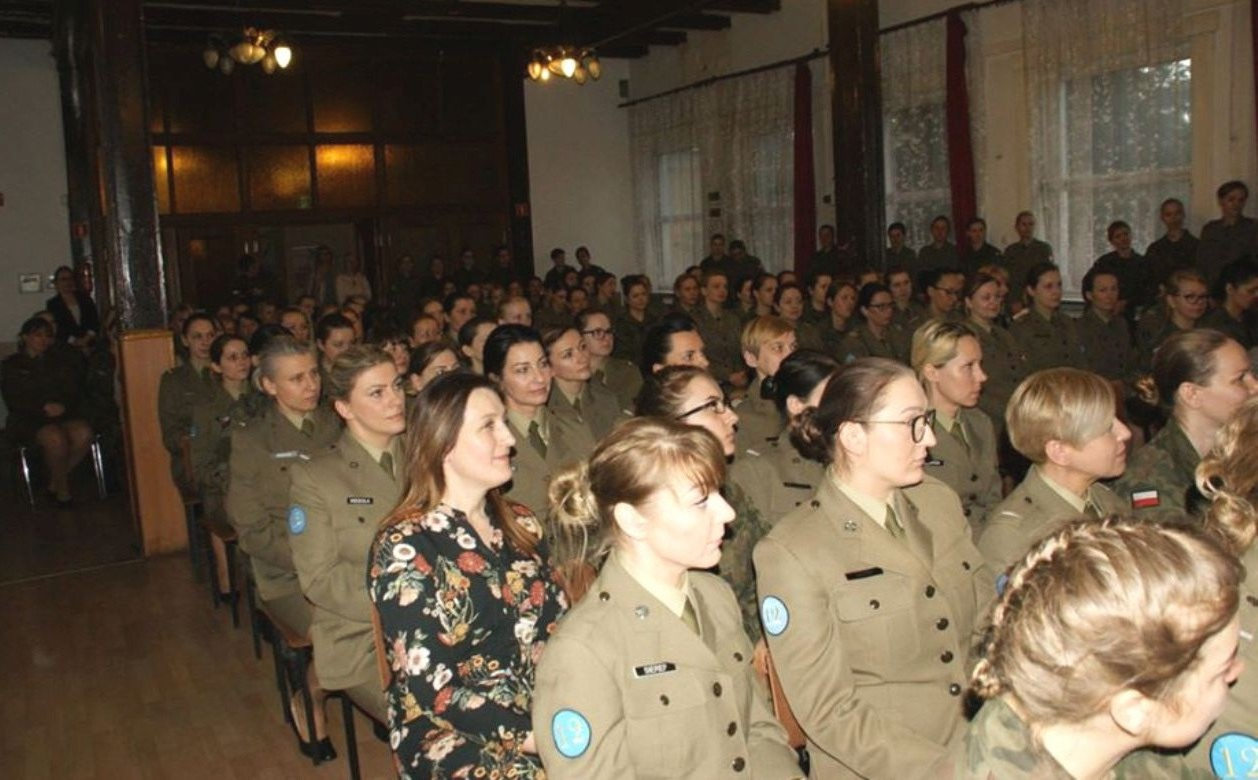
Klub wojskowy 12 BZ. Dzień Kobiet
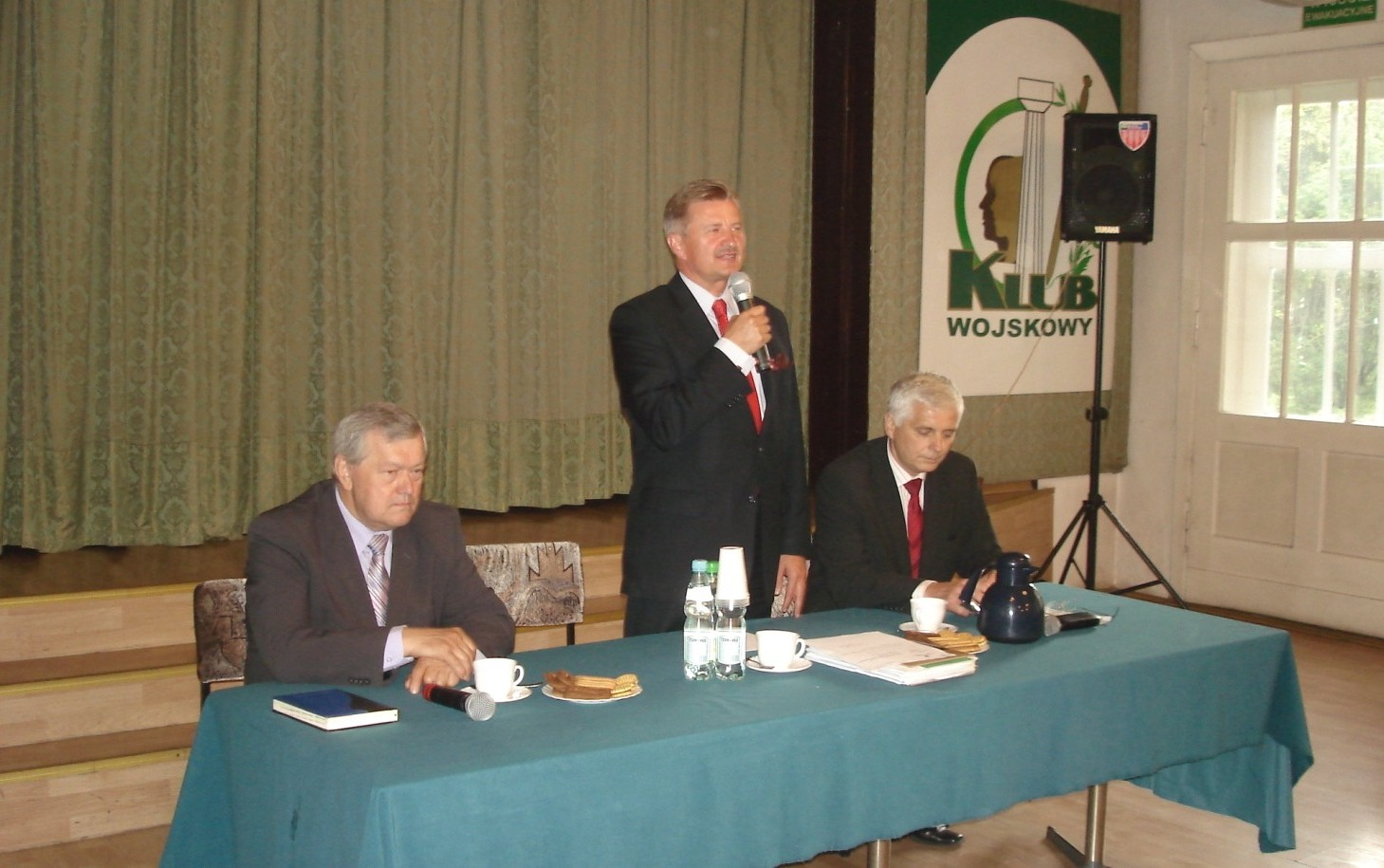
Spotkanie z posłem Wziątkiem (2011)
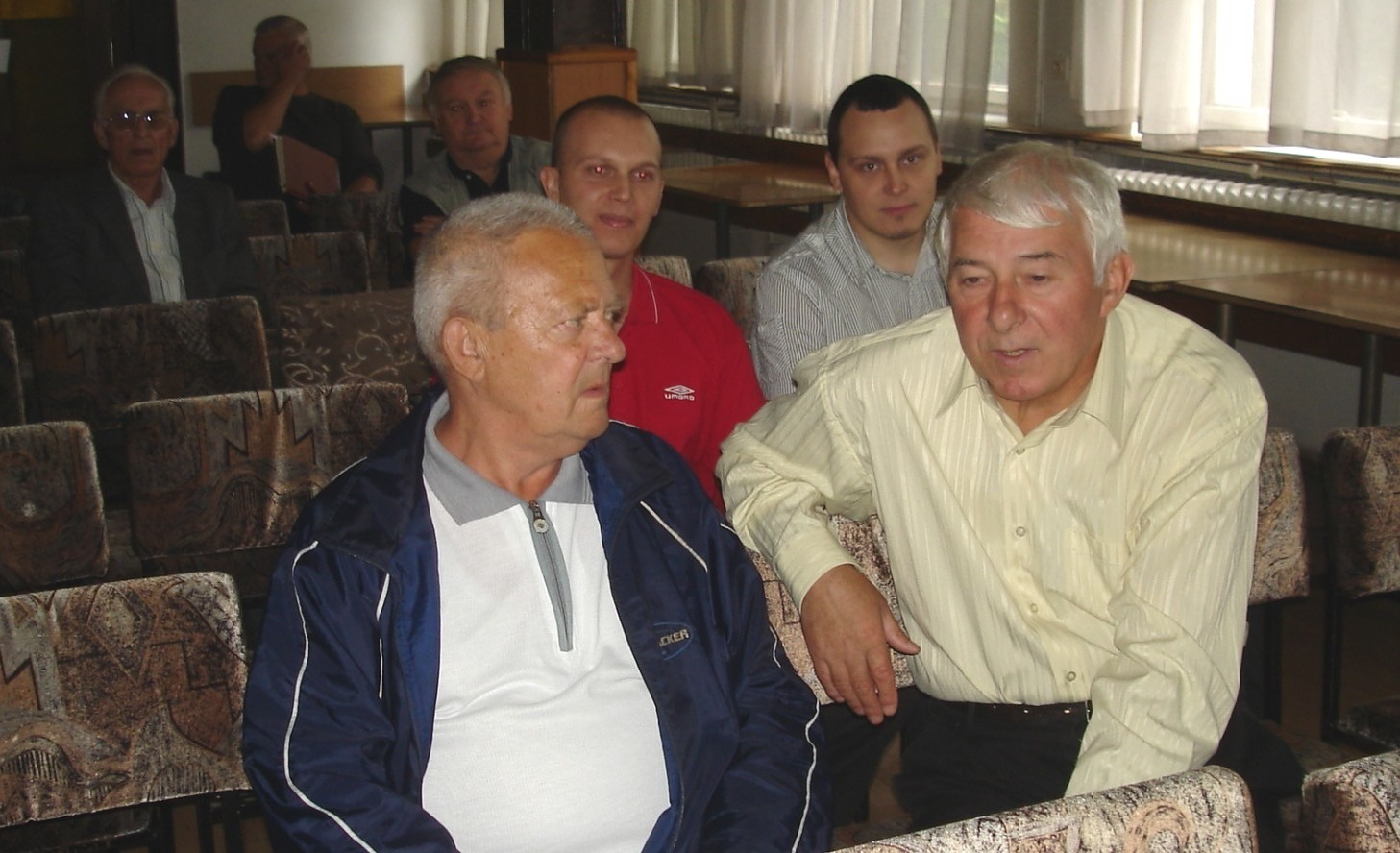
Z lewej ppłk rez. Jerzy Żak[e]
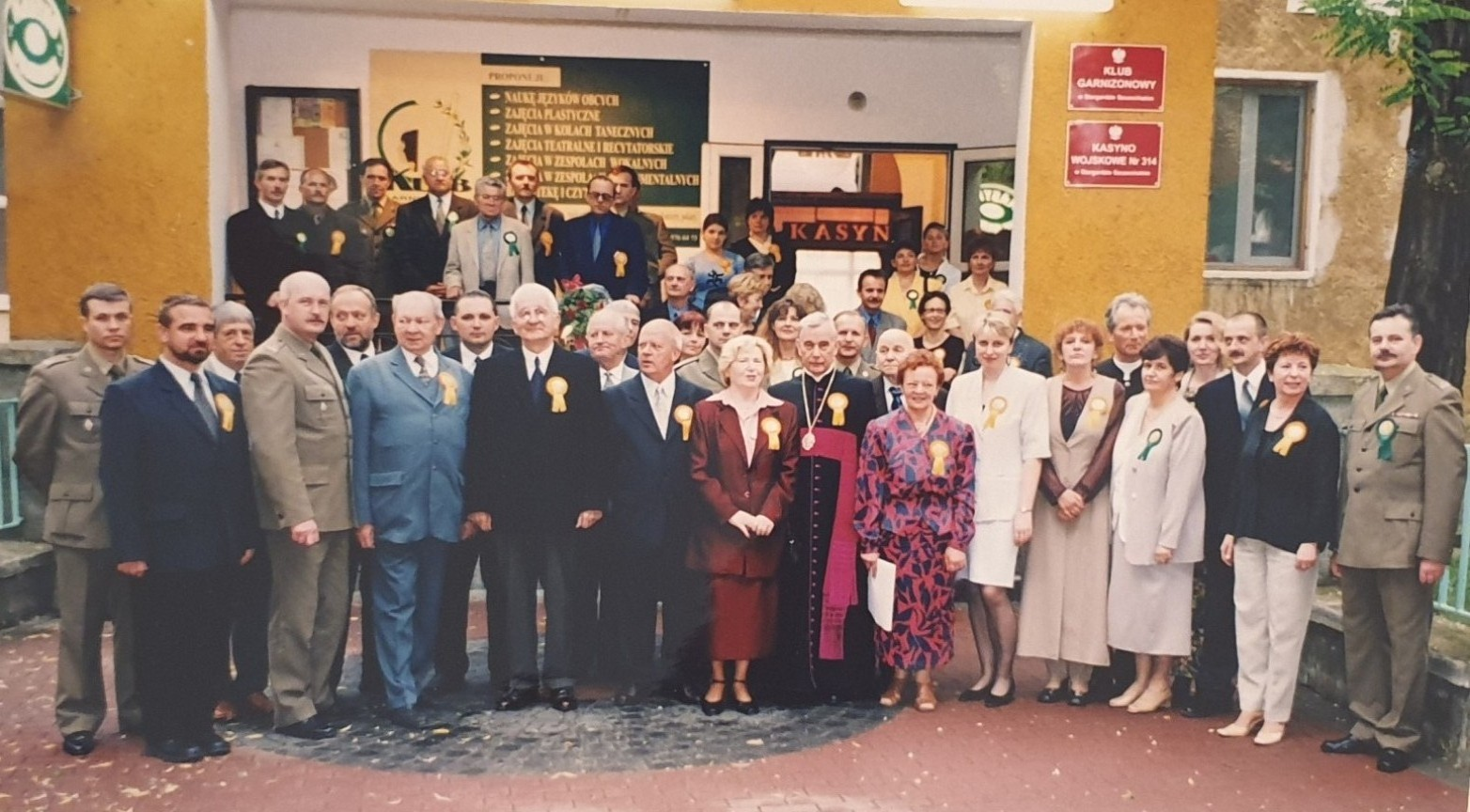
50 lecie Klubu Garnizonowego (2002)
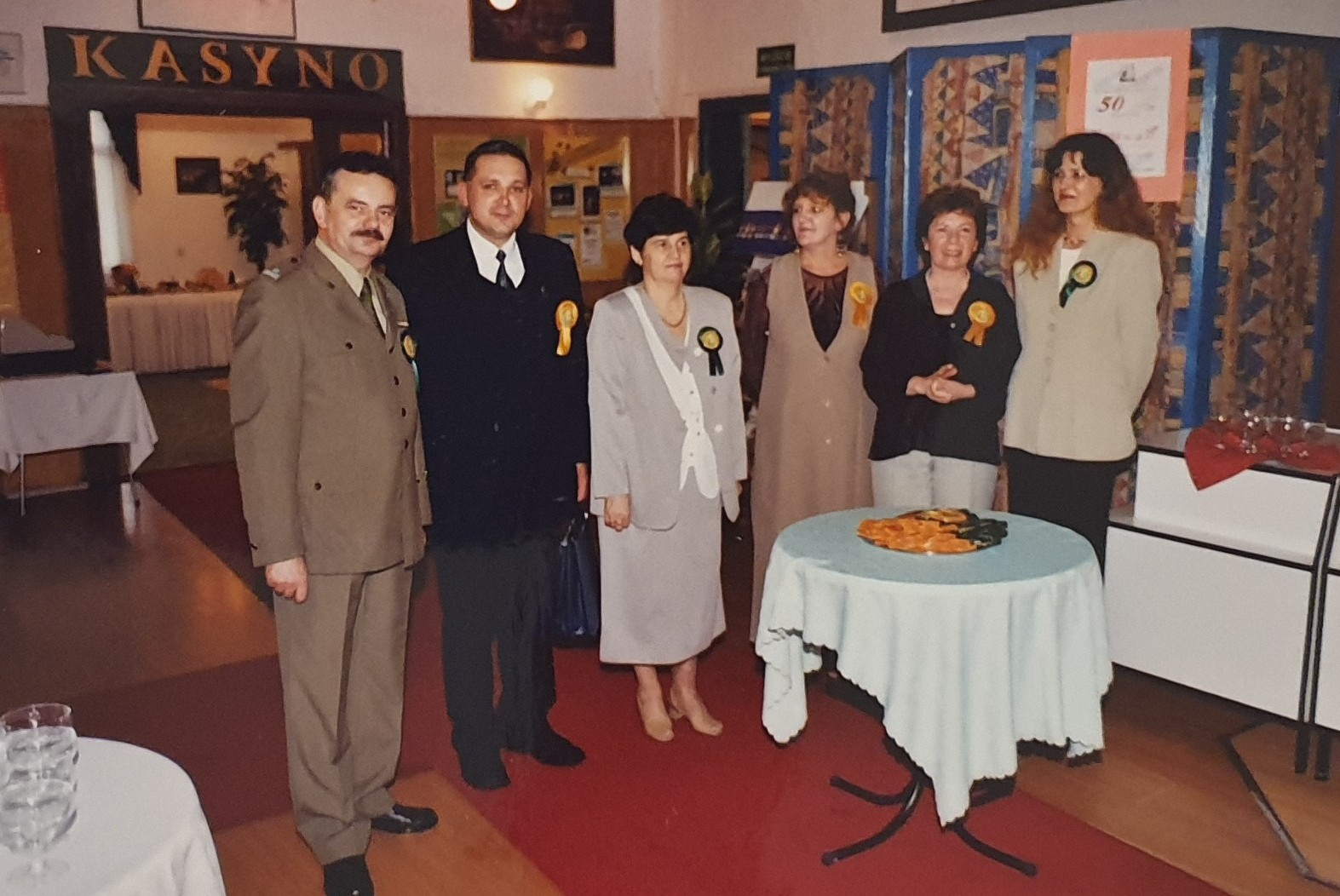
Klub Garnizonowy. Kasyno (2001)
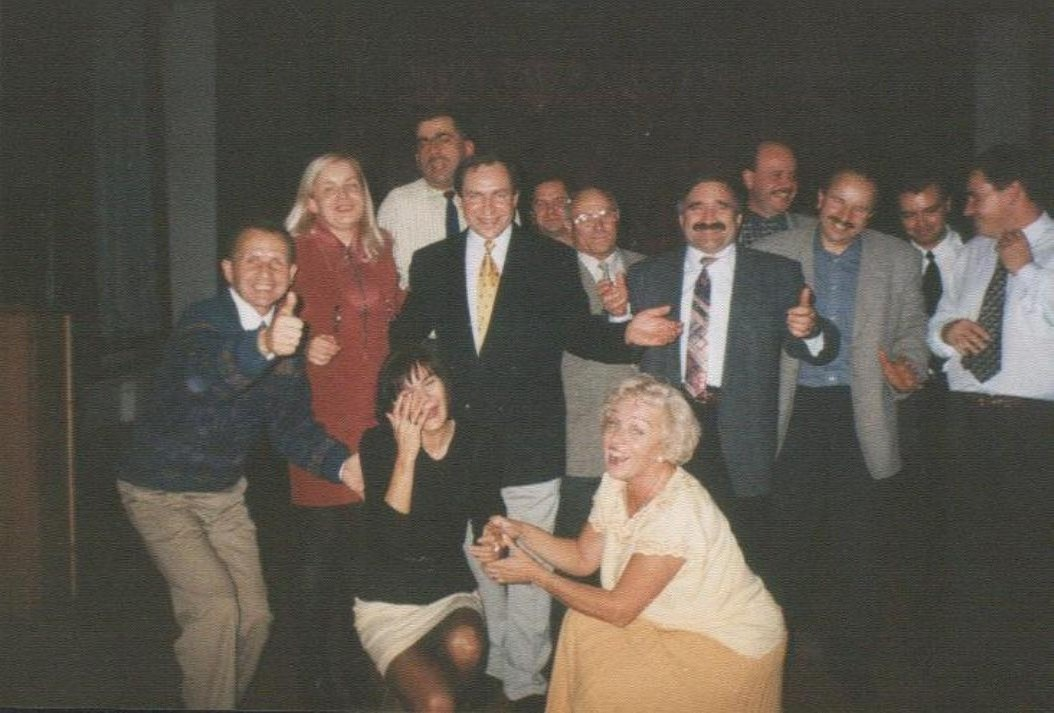
Pożegnanie oficerskie z armią (1998)

## Przekształcenia
Klub Garnizonowy → Garnizonowy Klub Oficerski → Klub Garnizonowy → Klub Wojskowy 12 Brygady Zmechanizowanej